# Fußball-Weltmeisterschaft 2002/Gruppe F
| Pl. | Land        | Sp. | S | U | N | Tore    | Diff. | Punkte |
| --- | ----------- | --- | - | - | - | ------- | ----- | ------ |
| 1.  | Schweden    | 3   | 1 | 2 | 0 | 004:300 | +1    | 05     |
| 2.  | England     | 3   | 1 | 2 | 0 | 002:100 | +1    | 05     |
| 3.  | Argentinien | 3   | 1 | 1 | 1 | 002:200 | ±0    | 04     |
| 4.  | Nigeria     | 3   | 0 | 1 | 2 | 001:300 | −2    | 01     |

Gruppe F der Fußball-Weltmeisterschaft 2002:

## Argentinien – Nigeria 1:0 (0:0)
| Argentinien                                                    | Argentinien | Nigeria | Nigeria |
| -------------------------------------------------------------- | --- | --- | ------- |
| Argentinien                                                    | \| 1. Spieltag \| \| 2. Juni 2002 um 14:30 Uhr in Kashima (Ibaraki-Kashima-Stadion) \| \| Zuschauer: 34.050 \| \| Schiedsrichter: Gilles Veissière ( Frankreich) \| \| Spielbericht \|                                                                                               | \| 1. Spieltag \| \| 2. Juni 2002 um 14:30 Uhr in Kashima (Ibaraki-Kashima-Stadion) \| \| Zuschauer: 34.050 \| \| Schiedsrichter: Gilles Veissière ( Frankreich) \| \| Spielbericht \|                                                                 | Nigeria |
| Argentinien                                                    | Pablo Cavallero – Mauricio Pochettino, Walter Samuel, Diego Placente – Javier Zanetti, Juan Sebastián Verón (78. Pablo Aimar), Diego Simeone, Juan Pablo Sorín – Ariel Ortega – Gabriel Batistuta (81. Hernán Crespo), Claudio López (46. Kily González) Cheftrainer: Marcelo Bielsa | Ike Shorunmu – Efe Sodje (73. Justice Christopher), Isaac Okoronkwo, Taribo West, Celestine Babayaro – Joseph Yobo – Jay-Jay Okocha , Nwankwo Kanu (48. Pius Ikedia), Garba Lawal – Bartholomew Ogbeche, Julius Aghahowa Cheftrainer: Festus Onigbinde | Nigeria |
| Argentinien                                                    | 1:0 Batistuta (63.) | | Nigeria |
| Argentinien                                                    | Samuel (52.), Simeone (90.) | Sodje (73.) | Nigeria |
| Argentinien                                                    | Spieler des Spiels: Juan Sebastián Verón (Argentinien) | | Nigeria |
| 1. Spieltag                                                    | | |         |
| 2. Juni 2002 um 14:30 Uhr in Kashima (Ibaraki-Kashima-Stadion) | | |         |
| Zuschauer: 34.050                                              | | |         |
| Schiedsrichter: Gilles Veissière ( Frankreich)                 | | |         |
| Spielbericht                                                   | | |         |

## England – Schweden 1:1 (1:0)
| England                                                | England | Schweden | Schweden |
| ------------------------------------------------------ | --- | --- | -------- |
| England                                                | \| 1. Spieltag \| \| 2. Juni 2002 um 18:30 Uhr in Saitama (Saitama Stadion) \| \| Zuschauer: 52.721 \| \| Schiedsrichter: Carlos Simon ( Brasilien) \| \| Spielbericht \|                                                                      | \| 1. Spieltag \| \| 2. Juni 2002 um 18:30 Uhr in Saitama (Saitama Stadion) \| \| Zuschauer: 52.721 \| \| Schiedsrichter: Carlos Simon ( Brasilien) \| \| Spielbericht \|                                                | Schweden |
| England                                                | David Seaman – Danny Mills, Rio Ferdinand, Sol Campbell, Ashley Cole – David Beckham (64. Kieron Dyer), Owen Hargreaves, Paul Scholes, Darius Vassell (74. Joe Cole) – Michael Owen, Emile Heskey Cheftrainer: Sven-Göran Eriksson ( Schweden) | Magnus Hedman – Olof Mellberg, Johan Mjällby , Andreas Jakobsson, Teddy Lučić – Niclas Alexandersson, Tobias Linderoth, Magnus Svensson, Freddie Ljungberg – Marcus Allbäck, Henrik Larsson Cheftrainer: Tommy Söderberg | Schweden |
| England                                                | 1:0 Campbell (24.) | 1:1 Alexandersson (59.) | Schweden |
| England                                                | Campbell (12.) | Allbäck (45.), Jakobsson (73.) | Schweden |
| England                                                | Spieler des Spiels: Sol Campbell (England) | | Schweden |
| 1. Spieltag                                            | | |          |
| 2. Juni 2002 um 18:30 Uhr in Saitama (Saitama Stadion) | | |          |
| Zuschauer: 52.721                                      | | |          |
| Schiedsrichter: Carlos Simon ( Brasilien)              | | |          |
| Spielbericht                                           | | |          |

## Schweden – Nigeria 2:1 (1:1)
| Schweden                                              | Schweden | Nigeria | Nigeria |
| ----------------------------------------------------- | --- | --- | ------- |
| Schweden                                              | \| 2. Spieltag \| \| 7. Juni 2002 um 15:30 Uhr in Kōbe (Kobe Wing Stadium) \| \| Zuschauer: 36.194 \| \| Schiedsrichter: René Ortubé ( Bolivien) \| \| Spielbericht \|                                                                                                 | \| 2. Spieltag \| \| 7. Juni 2002 um 15:30 Uhr in Kōbe (Kobe Wing Stadium) \| \| Zuschauer: 36.194 \| \| Schiedsrichter: René Ortubé ( Bolivien) \| \| Spielbericht \|                                                                                    | Nigeria |
| Schweden                                              | Magnus Hedman – Olof Mellberg, Johan Mjällby , Andreas Jakobsson, Teddy Lučić – Niclas Alexandersson, Tobias Linderoth, Anders Svensson (84. Magnus Svensson), Freddie Ljungberg – Marcus Allbäck (64. Andreas Andersson), Henrik Larsson Cheftrainer: Tommy Söderberg | Ike Shorunmu – Joseph Yobo, Isaac Okoronkwo, Taribo West, Ifeanyi Udeze – Justice Christopher – Jay-Jay Okocha , John Utaka, Celestine Babayaro (66. Nwankwo Kanu) – Bartholomew Ogbeche (71. Pius Ikedia), Julius Aghahowa Cheftrainer: Festus Onigbinde | Nigeria |
| Schweden                                              | 1:1 Larsson (35.) 2:1 Larsson (62., Elfmeter) | 0:1 Aghahowa (27.) | Nigeria |
| Schweden                                              | Mjällby (31.), Alexandersson (70.) | West (80.) | Nigeria |
| Schweden                                              | Spieler des Spiels: Henrik Larsson (Schweden) | | Nigeria |
| 2. Spieltag                                           | | |         |
| 7. Juni 2002 um 15:30 Uhr in Kōbe (Kobe Wing Stadium) | | |         |
| Zuschauer: 36.194                                     | | |         |
| Schiedsrichter: René Ortubé ( Bolivien)               | | |         |
| Spielbericht                                          | | |         |

## Argentinien – England 0:1 (0:1)
| Argentinien                                         | Argentinien | England | England |
| --------------------------------------------------- | --- | --- | ------- |
| Argentinien                                         | \| 2. Spieltag \| \| 7. Juni 2002 um 20:30 Uhr in Sapporo (Sapporo Dome) \| \| Zuschauer: 35.927 \| \| Schiedsrichter: Pierluigi Collina ( Italien) \| \| Spielbericht \| | \| 2. Spieltag \| \| 7. Juni 2002 um 20:30 Uhr in Sapporo (Sapporo Dome) \| \| Zuschauer: 35.927 \| \| Schiedsrichter: Pierluigi Collina ( Italien) \| \| Spielbericht \|                                                                                                  | England |
| Argentinien                                         | Pablo Cavallero – Mauricio Pochettino, Walter Samuel, Diego Placente – Javier Zanetti, Juan Sebastián Verón (46. Pablo Aimar), Diego Simeone, Juan Pablo Sorín – Kily González (64. Claudio López), Ariel Ortega – Gabriel Batistuta (60. Hernán Crespo) Cheftrainer: Marcelo Bielsa | David Seaman – Danny Mills, Sol Campbell, Rio Ferdinand, Ashley Cole – David Beckham , Owen Hargreaves (19. Trevor Sinclair), Nicky Butt, Paul Scholes – Michael Owen (80. Wayne Bridge), Emile Heskey (54. Teddy Sheringham) Cheftrainer: Sven-Göran Eriksson ( Schweden) | England |
| Argentinien                                         | 0:1 Beckham (44., Elfmeter) | | England |
| Argentinien                                         | Batistuta (13.) | Cole (29.), Heskey (50.) | England |
| Argentinien                                         | Spieler des Spiels: Paul Scholes (England) | | England |
| 2. Spieltag                                         | | |         |
| 7. Juni 2002 um 20:30 Uhr in Sapporo (Sapporo Dome) | | |         |
| Zuschauer: 35.927                                   | | |         |
| Schiedsrichter: Pierluigi Collina ( Italien)        | | |         |
| Spielbericht                                        | | |         |

## Schweden – Argentinien 1:1 (0:0)
| Schweden                                                    | Schweden | Argentinien | Argentinien |
| ----------------------------------------------------------- | --- | --- | ----------- |
| Schweden                                                    | \| 3. Spieltag \| \| 12. Juni 2002 um 15.30 Uhr in Rifu (Miyagi-Stadion) \| \| Zuschauer: 45.777 \| \| Schiedsrichter: Ali Bujsaim ( Vereinigte Arabische Emirate) \| \| Spielbericht \| | \| 3. Spieltag \| \| 12. Juni 2002 um 15.30 Uhr in Rifu (Miyagi-Stadion) \| \| Zuschauer: 45.777 \| \| Schiedsrichter: Ali Bujsaim ( Vereinigte Arabische Emirate) \| \| Spielbericht \|                                                                                           | Argentinien |
| Schweden                                                    | Magnus Hedman – Olof Mellberg, Johan Mjällby , Andreas Jakobsson, Teddy Lučić – Niclas Alexandersson, Magnus Svensson, Tobias Linderoth, Anders Svensson (68. Mattias Jonson) – Marcus Allbäck (46. Andreas Andersson), Henrik Larsson (88. Zlatan Ibrahimović) Cheftrainer: Tommy Söderberg | Pablo Cavallero – Mauricio Pochettino, Walter Samuel, José Chamot – Javier Zanetti, Matías Almeyda (63. Kily González), Juan Pablo Sorín (63. Juan Sebastián Verón) – Pablo Aimar, Ariel Ortega – Gabriel Batistuta (59. Hernán Crespo), Claudio López Cheftrainer: Marcelo Bielsa | Argentinien |
| Schweden                                                    | 1:0 A. Svensson (59.) | 1:1 Crespo (88.) | Argentinien |
| Schweden                                                    | M. Svensson (65.), Larsson (79.) | Chamot (55.), Almeyda (58.), González (75.) | Argentinien |
| Schweden                                                    | Spieler des Spiels: Johan Mjällby (Schweden) | | Argentinien |
| 3. Spieltag                                                 | | |             |
| 12. Juni 2002 um 15.30 Uhr in Rifu (Miyagi-Stadion)         | | |             |
| Zuschauer: 45.777                                           | | |             |
| Schiedsrichter: Ali Bujsaim ( Vereinigte Arabische Emirate) | | |             |
| Spielbericht                                                | | |             |

## Nigeria – England 0:0
| Nigeria                                             | Nigeria | England | England |
| --------------------------------------------------- | --- | --- | ------- |
| Nigeria                                             | \| 3. Spieltag \| \| 12. Juni 2002 um 15:30 Uhr in Osaka (Nagai-Stadion) \| \| Zuschauer: 44.864 \| \| Schiedsrichter: Brian Hall ( Vereinigte Staaten) \| \| Spielbericht \|                                                       | \| 3. Spieltag \| \| 12. Juni 2002 um 15:30 Uhr in Osaka (Nagai-Stadion) \| \| Zuschauer: 44.864 \| \| Schiedsrichter: Brian Hall ( Vereinigte Staaten) \| \| Spielbericht \|                                                                                             | England |
| Nigeria                                             | Vincent Enyeama – Efe Sodje, Isaac Okoronkwo, Joseph Yobo, Ifeanyi Udeze – Justice Christopher – Jay-Jay Okocha , James Obiorah, Femi Opabunmi (86. Pius Ikedia) – Julius Aghahowa, Benedict Akwuegbu Cheftrainer: Festus Onigbinde | David Seaman – Danny Mills, Sol Campbell, Rio Ferdinand, Ashley Cole (85. Wayne Bridge) – David Beckham , Paul Scholes, Nicky Butt, Trevor Sinclair – Michael Owen (77. Darius Vassell), Emile Heskey (69. Teddy Sheringham) Cheftrainer: Sven-Göran Eriksson ( Schweden) | England |
| Nigeria                                             | Spieler des Spiels: Jay-Jay Okocha (Nigeria) | | England |
| 3. Spieltag                                         | | |         |
| 12. Juni 2002 um 15:30 Uhr in Osaka (Nagai-Stadion) | | |         |
| Zuschauer: 44.864                                   | | |         |
| Schiedsrichter: Brian Hall ( Vereinigte Staaten)    | | |         |
| Spielbericht                                        | | |         |